# عندما يغني الحب (فلم)
عندما يغني الحب هو فيلم مصري عرض عام 1973، بطولة هاني شاكر وناهد يسري وصفاء أبو السعود وعادل إمام، ومن إخراج نيازي مصطفى.

## قصة الفيلم
تعمل ميرفت وصفاء وليلى في محل أزياء، لكل منهن آمالها، يقرر والد هاني تسليم ابنه إدارة المحل الذي يمتلكه، ويرى عدم إعلان أنه ابنه، وعليه ألا يخبر أحدا بذلك حتى يشاهد بنفسه سير العمل بالمحل على حقيقته، وفي نفس الوقت حتى لا يخدعه أحد ممن يعمل بالمحل.

## طاقم التمثيل
- هاني شاكر: (هاني)
- ناهد يسري: (ميرفت)
- صفاء أبو السعود: (صفاء)
- ليلى حمادة: (ليلى)
- عادل إمام: (منير)
- يوسف فخر الدين: (سمير وجدي)
- حمدي غيث: (فاضل - والد هاني)
- عمر خورشيد: (ممدوح)
- جمالات زايد: (نرجس)
- بدر نوفل: (رجب)
- نبيل بدر: (رضوان)
- عز الدين إسلام: (الدكتور عزمي)
- أحمد شكري: (رؤوف)
- محمد شوقي
- رشاد حامد: (جلال)
- سميحة محمد: (زوجة رضوان)

## فريق العمل
- إخراج: نيازي مصطفى
- تأليف: عبد العزيز سلام
- مدير التصوير: علي خير الله
- مونتاج: جلال مصطفى
- إنتاج: شركة الأفلام المتحدة
- توزيع: شركة الأفلام المتحدة
- ألحان الأغاني: بليغ حمدي، محمد الموجي، منير مراد، عمر خورشيد